# Força neta

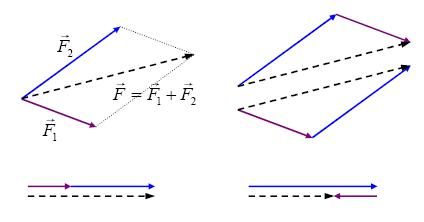
Suma vectorial de forces

En física, s'entén per força neta o força resultant, a la suma vectorial de totes les forces d'un sistema.
{\displaystyle {\vec {F_{neta}}}=\sum _{i=1}^{n}{\vec {F_{i}}}}
La força neta d'un sistema és igual a la variació temporal de la quantitat de moviment d'aquest.
{\displaystyle {\vec {F_{neta}}}={\frac {d{\vec {p}}}{dt}}}
i sabent que {\displaystyle {\vec {p}}=m\cdot {\vec {v}}}, si en un sistema es conserva constant la massa:
{\displaystyle {\vec {F_{neta}}}={\frac {d{\vec {p}}}{dt}}={\frac {d(m\cdot {\vec {v}})}{dt}}=m\cdot {\frac {d{\vec {v}}}{dt}}=m\cdot {\vec {a}}}
veient així que si la massa del sistema es manté constant, la força neta és directament proporcional a l'acceleració d'aquest.